# Deutsches Schauspielhaus

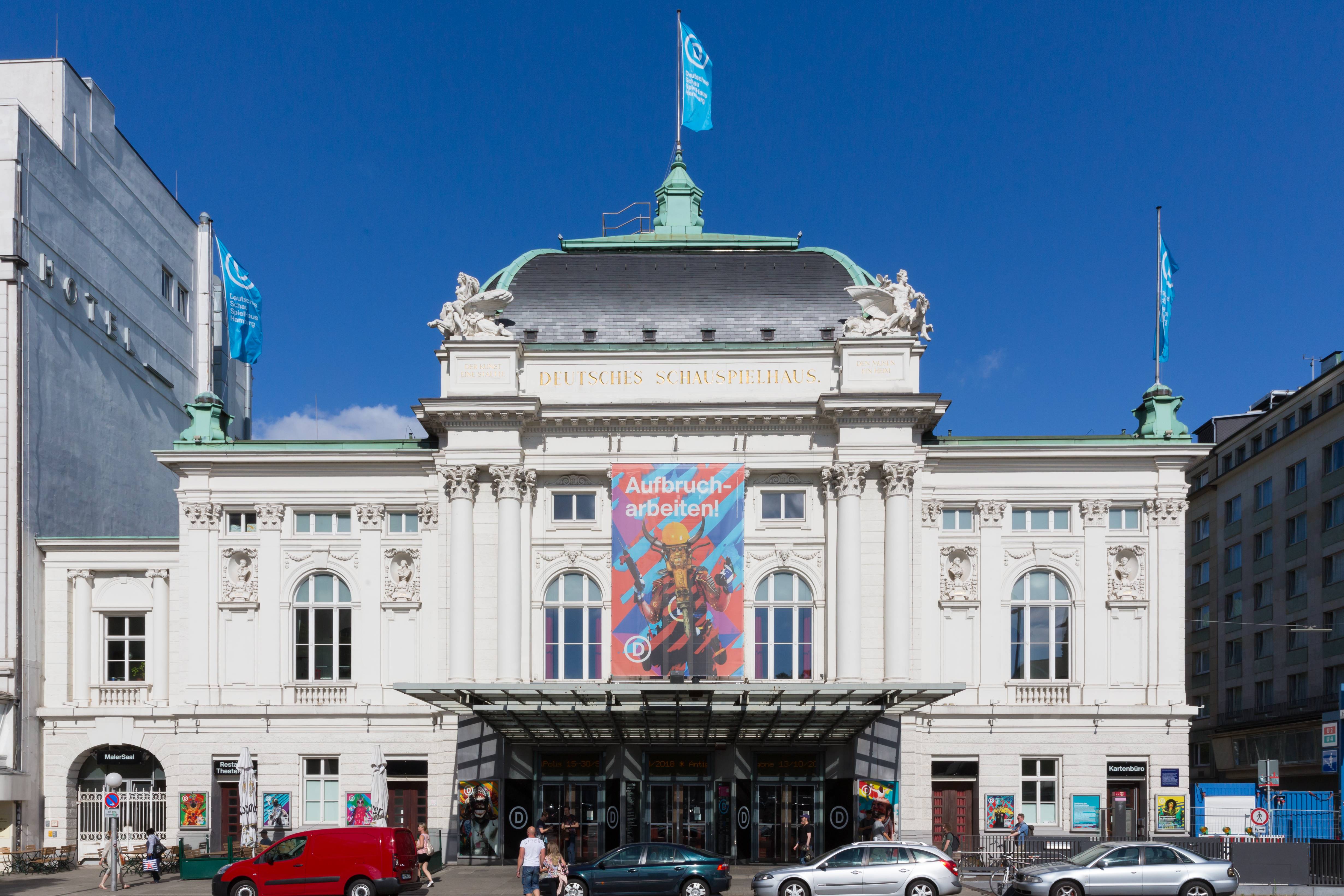
Deutsches Schauspielhaus, 2018.

Deutsches Schauspielhaus är en teater grundad 1901, belägen vid Kirchenallee 39 i stadsdelen St. Georg i Hamburg. Byggnaden uppfördes efter ritningar av Fellner & Helmer och är en av Tysklands största teatrar med plats för 1 192 personer.